# مقاطعة بلينز ويلهمز
مقاطعة بلينز ويلهمز هي ضواحي موريشيوس، بلغ عدد سكانها 385٬034 نسمة، عاصمتها Beau Bassin-Rose Hill ‏، تبلغ مساحتها 203٫3 كيلومتر مربع.

## الموقع
تشترك في الحدود مع:
- مقاطعة موكا
- مقاطعة غراند بورت
- ضاحية سافان
- النهر الأسود
- Port Louis District [الإنجليزية]‏.